# Bruinisse
Bruinisse (51° 40′ N, 4° 06′ L) é uma cidade dos Países Baixos, na província de Zelândia. Bruinisse pertence ao município de Schouwen-Duiveland, e está situada a 19 km, a sul de Hellevoetsluis.
Em 2001, a cidade de Bruinisse tinha 3154 habitantes. A área urbana da cidade é de 0.71 km², e tem 1248 residências. 
A área de Bruinisse, que também inclui as partes periféricas da cidade, bem como a zona rural circundante, tem uma população estimada em 4500 habitantes.